# Robinah Nabbanja
Robinah Nabbanja (Kakumiro, 17 de diciembre de 1969) es una profesora y política ugandesa. Es la actual primera ministra de Uganda tras ser nominada para el cargo el 8 de junio de 2021 y posteriormente confirmada por el Parlamento de Uganda el 14 de junio de 2021. Es la primera mujer primera ministra de Uganda.
Anteriormente, se desempeñó como ministra de Salud entre el 14 de diciembre de 2019 y el 3 de mayo de 2021. Es representante distrital femenina por el distrito de Kakumiro en la XI Legislatura (2021-2026), una posición que también ocupó en la X Legislatura (2016-2021).

## Primeros años y educación
Nació en Kakumiro, el 17 de diciembre de 1969. Asistió a la Escuela Primaria Nkooko y continuó sus estudios en la Escuela Secundaria St. Edward's Bukuumi, obteniendo tanto el Certificado de Educación de Uganda como el Certificado de Educación Avanzada de Uganda.
Entre 1990 y 2000, Nabbanja obtuvo certificados y diplomas en liderazgo, administración y estudios de desarrollo, de varias instituciones, incluyendo la Universidad de los Mártires de Uganda, el Instituto de Administración de Uganda, la Universidad Islámica de Uganda y el Instituto Nacional de Liderazgo Kyankwanzi. Su licenciatura en democracia y estudios de desarrollo y su maestría en estudios de desarrollo fueron otorgadas por la Universidad de los Mártires de Uganda.

## Carrera
Entre 1993 y 1996, Nabbanja fue profesora en la Escuela Secundaria de los Mártires de Uganda Kakumiro. Luego se desempeñó como concejal de distrito, en representación del subcondado de Nkooko, ubicado en el distrito de Kibaale, desde 1998 hasta 2001. Al mismo tiempo sirvió como secretaria de Salud, Género y Servicios Comunitarios del distrito.
De 2001 a 2010 sirvió como comisionada residente de distrito en los distritos de Pallisa, Busia y Budaka. En 2011 compitió con éxito por el escaño femenino del distrito de Kibaale en la IX Legislatura (2011-2016). Cuando se creó el distrito de Kakumiro en 2016, compitió por la circunscripción femenina en el nuevo distrito y ganó de nuevo.
Tras la reorganización del gabinete del 14 de diciembre de 2019, Nabbanja fue nombrada como ministra de Salud en sustitución de Sarah Achieng Opendi, quién fue nombrada ministra de Minería. Tras la aprobación del parlamento, asumió el cargo el 13 de enero de 2020.
En el nuevo gabinete formado el 8 de junio de 2021, Nabbanja fue nombrada como primera ministra de Uganda.